# ستورنارلا
ستورنارلا (به ایتالیایی: Stornarella) یک کومونه در ایتالیا است که در استان فوجا واقع شده‌است. ستورنارلا ۳۳٫۸۷ کیلومتر مربع مساحت و ۵٬۰۰۶ نفر جمعیت دارد و ۱۵۴ متر بالاتر از سطح دریا واقع شده‌است.